# Championnat de Cuba de football 2019
Navigation
Saison précédente Saison suivante
La saison 2019 de la Liga Nacional de Fútbol est la cent-quatrième édition du championnat de Cuba de football.
D'importants changements surviennent cette année, dans la mesure où l'AFC décide d’augmenter le nombre de participants de 12 à 16 équipes qui sont réparties en deux groupes de 8 équipes chacun suivant des considérations d’ordre géographique (Liga Occidental et Liga Oriental). Les quatre premiers de chaque groupe se qualifient pour la deuxième phase, qui comprend huit clubs, disputée sous la forme d'une poule unique où les deux premiers jouent la finale nationale dont le vainqueur est déclaré champion.
En s'imposant 1-0 sur le FC La Habana lors de la finale-retour, après une défaite 2-3 à l'aller, le FC Santiago de Cuba fait valoir la règle des buts marqués à l'extérieur pour s'octroyer son troisième titre de champion de Cuba, qui plus est d'affilée.

## Les clubs participants
Clubs engagés lors de la saison 2019.
| \| FC Artemisa FC Mayabeque FC Matanzas FC Holguín CF Camagüey FC La Habana FC Santiago de Cuba FC Villa Clara FC Cienfuegos FC Guantánamo FC Las Tunas FC Ciego de Ávila FC Isla de la Juventud CF Granma FC Sancti Spíritus FC Pinar del Río \| Localisation des clubs engagés dans le championnat 2019. |
| FC Artemisa FC Mayabeque FC Matanzas FC Holguín CF Camagüey FC La Habana FC Santiago de Cuba FC Villa Clara FC Cienfuegos FC Guantánamo FC Las Tunas FC Ciego de Ávila FC Isla de la Juventud CF Granma FC Sancti Spíritus FC Pinar del Río                                                                |

| Club                         | Ville            |
| ---------------------------- | ---------------- |
| FC Artemisa (promu)          | San Cristóbal    |
| CF Camagüey                  | Minas            |
| FC Ciego de Ávila            | Morón            |
| FC Cienfuegos                | Cienfuegos       |
| CF Granma                    | Jiguaní          |
| FC Guantánamo                | Guantánamo       |
| FC Holguín (promu)           | Banes            |
| FC Isla de la Juventud       | Nueva Gerona     |
| FC La Habana                 | La Havane        |
| FC Las Tunas                 | Manatí           |
| FC Matanzas (promu)          | Matanzas         |
| FC Mayabeque (promu)         | Güines           |
| FC Pinar del Río             | Pinar del Río    |
| FC Sancti Spíritus           | Sancti Spíritus  |
| FC Santiago de Cuba (tenant) | Santiago de Cuba |
| FC Villa Clara               | Zulueta          |

## Compétition

### Première phase
Les matchs sont disputés par matchs aller-retour du 19 janvier au 20 mars 2019. Les quatre meilleures équipes de chaque groupe sont qualifiées pour la 2e phase.

#### Liga Occidental
| Rang | Équipe                 | Pts | J  | G  | N | P  | Bp | Bc | Diff |
| ---- | ---------------------- | --- | -- | -- | - | -- | -- | -- | ---- |
| 1    | FC Cienfuegos          | 31  | 14 | 10 | 1 | 3  | 23 | 10 | +13  |
| 2    | FC Villa Clara         | 28  | 14 | 9  | 1 | 4  | 17 | 9  | +8   |
| 3    | FC La Habana           | 27  | 14 | 8  | 3 | 3  | 27 | 11 | +16  |
| 4    | FC ArtemisaP           | 25  | 14 | 7  | 4 | 3  | 18 | 11 | +7   |
| 5    | FC MatanzasP           | 23  | 14 | 6  | 5 | 3  | 22 | 18 | +4   |
| 6    | FC Isla de la Juventud | 10  | 14 | 2  | 4 | 8  | 8  | 14 | -6   |
| 7    | FC Pinar del Río       | 9   | 14 | 2  | 3 | 9  | 9  | 18 | -9   |
| 8    | FC MayabequeP          | 3   | 14 | 0  | 3 | 11 | 5  | 38 | -33  |

#### Liga Oriental
| Rang | Équipe               | Pts | J  | G | N | P  | Bp | Bc | Diff |
| ---- | -------------------- | --- | -- | - | - | -- | -- | -- | ---- |
| 1    | FC Santiago de CubaT | 30  | 14 | 9 | 3 | 2  | 16 | 9  | +7   |
| 2    | FC Guantánamo        | 27  | 14 | 8 | 3 | 3  | 21 | 12 | +9   |
| 3    | CF Camagüey          | 20  | 14 | 5 | 5 | 4  | 16 | 15 | +1   |
| 4    | CF Granma            | 20  | 14 | 6 | 2 | 6  | 19 | 19 | 0    |
| 5    | FC Sancti Spíritus   | 19  | 14 | 4 | 7 | 3  | 15 | 10 | +5   |
| 6    | FC Ciego de Ávila    | 16  | 14 | 3 | 7 | 4  | 14 | 13 | +1   |
| 7    | FC Las Tunas         | 12  | 14 | 3 | 3 | 8  | 8  | 19 | -11  |
| 8    | FC HolguínP          | 8   | 14 | 2 | 2 | 10 | 10 | 22 | -12  |

Légende :

### Deuxième phase
Disputée du 30 mars au 7 mai 2019 avec une poule unique de huit équipes jouant une seule fois entre elles (7 matchs disputés par équipe). Les deux meilleures équipes disputent la finale du championnat.
| Rang | Équipe               | Pts | J | G | N | P | Bp | Bc | Diff |  | Résultats (▼ dom., ► ext.) | SCu | LHa | VCl | Cam | Art | Gua | Cie | Gra |
| ---- | -------------------- | --- | - | - | - | - | -- | -- | ---- |  | -------------------------- | --- | --- | --- | --- | --- | --- | --- | --- |
| 1    | FC Santiago de CubaT | 14  | 7 | 4 | 2 | 1 | 11 | 5  | +6   |  | FC Santiago de CubaT       |     |     | 0-1 | 3-1 | 2-1 |     |     | 0-0 |
| 2    | FC La Habana         | 14  | 7 | 4 | 2 | 1 | 7  | 4  | +3   |  | FC La Habana               | 1-1 |     | 2-1 |     |     | 0-0 |     | 1-0 |
| 3    | FC Villa Clara       | 12  | 7 | 4 | 0 | 3 | 8  | 7  | +1   |  | FC Villa Clara             |     |     |     | 3-1 | 1-0 |     | 0-1 | 2-0 |
| 4    | CF Camagüey          | 12  | 7 | 4 | 0 | 3 | 11 | 7  | +4   |  | CF Camagüey                |     | 0-1 |     |     | 3-0 |     | 1-0 |     |
| 5    | FC ArtemisaP         | 12  | 7 | 4 | 0 | 3 | 12 | 9  | +3   |  | FC ArtemisaP               |     | 2-1 |     |     |     | 5-0 | 2-1 |     |
| 6    | FC Guantánamo        | 8   | 7 | 2 | 2 | 3 | 9  | 12 | -3   |  | FC Guantánamo              | 1-2 |     | 3-0 | 0-2 |     |     |     |     |
| 7    | FC Cienfuegos        | 6   | 7 | 2 | 0 | 5 | 4  | 10 | -6   |  | FC Cienfuegos              | 0-3 | 0-1 |     |     |     | 0-2 |     | 2-1 |
| 8    | CF Granma            | 2   | 7 | 0 | 2 | 5 | 5  | 13 | -8   |  | CF Granma                  |     |     |     | 0-3 | 1-2 | 3-3 |     |     |

Légende :

### Finale
| Équipe       | Aller | Total  | Retour | Équipe              |
| ------------ | ----- | ------ | ------ | ------------------- |
| FC La Habana | 3 - 2 | 3 - 3E | 0 - 1  | FC Santiago de Cuba |

| 11 mai 2019 | FC La Habana                                                      | 3 - 2   | FC Santiago de Cuba                    | Estadio Pedro Marrero, La Havane |  |
| 16:00       | Darbel Noda 54e · Orlendis Benítez 62e · Daniel Alarcó 80e (pen.) | (0 - 2) | 28e Jorge Villalón · 33e Yasmany López |                                  |  |
| 16:00       | Rapport                                                           |         |                                        |                                  |  |

| 18 mai 2019 | FC Santiago de Cuba | 1 - 0   | FC La Habana | Pista de Atlétismo Rekortán, Santiago de Cuba |  |
| 16:00       | Yasmany López 49e   | (1 - 0) |              |                                               |  |
| 16:00       | Rapport             |         |              |                                               |  |

## Bilan de la saison
| Championnat de Cuba de football 2019 |                                |
| Champion                             | FC Santiago de Cuba (3e titre) |
| Qualifications continentales         |                                |
| CFU Club Championship 2020           | FC Santiago de Cuba            |
| Promotions et relégations            |                                |
| Promus en Liga Nacional              | Aucun                          |
| Relégués en Torneo de Ascenso        | Aucun                          |